# Hort de Caro
L'Hort de Caro és un edifici de Tortosa (Baix Ebre) inclòs en l'Inventari del Patrimoni Arquitectònic de Catalunya.

## Descripció
La construcció centra una propietat coneguda com a Hort de Caro, situada vora la Carretera Tortosa-Santa Bàrbara, just a l'extrem de l'avinguda Marcel·lí Domingo. A més de l'edifici principal, hi ha un altre grup de construccions que pertanyen a la mateixa propietat a la vora de la carretera.
L'edifici principal és de planta irregular, amb el cos de portada i central de la façana avançat uns 3 m respecte a la resta. Presenta planta baixa, un pis i golfes. La rematada superior de la façana és d'una barana a manera de balustrada calada. Les obertures són allindades, en forma d'altes finestres en el primer pis. Tot el parament exterior es troba arrebossat, sense cap mena de decoració.
A la banda sud de l'edifici hi havia un jardí, actualment erm, amb un porxo i una sínia que donava aigua a tota la propietat. Es conserven actualment bastant malmesos.
L'interior és en mal estat de conservació, perquè fa anys que no s'habita. En els edificis propers a la carretera, més senzills de construcció i amb una petita capella, van viure fins fa pocs anys uns masovers.

## Història
A finals dels anys 1980 la propietat del conjunt era compartida entre Carme Tomàs, amb domicili a Santa Bàrbara, i uns familiars residents a Barcelona, el que determina el seu abandonament.